# Coppa del mondo per club FIFA 2019
La Coppa del mondo per club FIFA 2019 (ufficialmente FIFA Club World Cup Qatar 2019 presented by Alibaba Cloud per ragioni di sponsorizzazione), è stata la 16ª edizione di questo torneo di calcio per squadre maschili di club organizzato dalla FIFA e si è tenuta in Qatar dall'11 al 21 dicembre 2019. Come pallone ufficiale della competizione è stato utilizzato Adidas Tsubasa.
Il torneo è stato vinto dagli inglesi del Liverpool, detentori della UEFA Champions League 2018-2019, al primo successo nella manifestazione, dopo aver battuto in finale ai tempi supplementari i brasiliani del Flamengo, detentori della Coppa Libertadores 2019.
È stata la seconda volta che le due squadre si sono sfidate nella finale per il titolo iridato dopo quella del 1981, vinta dai brasiliani per 3-0.

## Scelta del paese ospitante
Il 3 giugno 2019 è stato annunciato che le edizioni 2019 e 2020 verranno disputate in Qatar come prova generale per il campionato del mondo del 2022.

## Formula
La formula del torneo è la stessa dall'edizione del 2008. Partecipano le sei vincitrici delle rispettive competizioni continentali, più la squadra campione nazionale del paese ospitante. Se una squadra del paese ospitante vince il proprio trofeo continentale, al posto dei campioni nazionali partecipa la finalista della competizione internazionale relativa, visto il divieto di partecipazione per più squadre dello stesso paese.
I campioni nazionali del paese organizzatore devono sfidare i rappresentanti dell'Oceania in un turno preliminare, la cui vincente si aggrega alle detentrici dei titoli di Africa, Asia e Centro-Nord America. Le vincenti di questi scontri sfidano in semifinale le vincitrici della UEFA Champions League e della Coppa Libertadores. Oltre la finale per il titolo si disputano gli incontri per il terzo e il quinto posto.

## Stadi
| Doha | Doha                          | Doha                    |
| ---- | ----------------------------- | ----------------------- |
| Doha | Stadio internazionale Khalifa | Stadio Jassim bin Hamad |
| Doha | Capacità: 45 416              | Capacità: 11 918        |
| Doha |                               |                         |

## Squadre partecipanti
| Squadra                       | Confederazione             | Qualificazione                                | Data qualificazione        | Partecipazioni (edizioni precedenti con vittorie in grassetto) |
| Club entrati in semifinale    | Club entrati in semifinale | Club entrati in semifinale                    | Club entrati in semifinale | Club entrati in semifinale                                     |
| ----------------------------- | -------------------------- | --------------------------------------------- | -------------------------- | -------------------------------------------------------------- |
| Liverpool                     | UEFA                       | Campione UEFA Champions League 2018-2019      | 1º giugno 2019             | 2ª (2005)                                                      |
| Flamengo                      | CONMEBOL                   | Campione Coppa Libertadores 2019              | 23 novembre 2019           | 1ª                                                             |
| Club entrati al secondo turno |                            |                                               |                            |                                                                |
| Espérance                     | CAF                        | Campione CAF Champions League 2018-2019       | 7 agosto 2019              | 3ª (2011, 2018)                                                |
| Al-Hilal                      | AFC                        | Campione AFC Champions League 2019            | 24 novembre 2019           | 1ª                                                             |
| Monterrey                     | CONCACAF                   | Campione CONCACAF Champions League 2019       | 1º maggio 2019             | 4ª (2011, 2012, 2013)                                          |
| Club entrati al primo turno   |                            |                                               |                            |                                                                |
| Al-Sadd                       | AFC                        | Campione 2018-2019 del Qatar, paese ospitante | 13 agosto 2019             | 2ª (2011)                                                      |
| Hienghène Sport               | OFC                        | Campione OFC Champions League 2019            | 11 maggio 2019             | 1ª                                                             |

## Arbitri
La FIFA ha selezionato cinque arbitri, dieci assistenti arbitrali e sei con il ruolo di addetti al Video Assistant Referee.
| Confederazione | Arbitro               | Assistente arbitrale                   | VAR                                 |
| -------------- | --------------------- | -------------------------------------- | ----------------------------------- |
| AFC            | Abdulrahman Al-Jassim | Taleb Al-Marri Saoud Al-Maqaleh        | Fu Ming                             |
| CAF            | Mustapha Ghorbal      | Mahmoud Abouelregal Mokrane Gourari    | Bakary Gassama                      |
| CONCACAF       | Ismail Elfath         | Kyle Atkins Corey Parker               | Alan Kelly                          |
| CONMEBOL       | Roberto Tobar         | Christian Schiemann Claudio Ríos Ortiz | Esteban Ostojich                    |
| UEFA           | Ovidiu Hațegan        | Octavian Șovre Sebastian Gheorghe      | Juan Martínez Munuera Benoît Millot |

Per il torneo è stato anche nominato un arbitro di riserva.
| Confederazione | Arbitro            |
| -------------- | ------------------ |
| OFC            | Abdelkader Zitouni |

## Partite

### Tabellone
Il tabellone è stato sorteggiato il 16 settembre 2019 a Zurigo.
|  | Primo turno     | Primo turno                  |                              |          | Secondo turno | Secondo turno |                             |                             | Semifinali | Semifinali |  |  | Finale | Finale |
|  |                 |                              |                              |          |               |               |                             |                             |            |            |  |  |        |        |
|  | Al-Sadd (dts)   | 3                            |                              |          |               |               |                             |                             |            |            |  |  |        |        |
|  | Al-Sadd (dts)   | 3                            |                              |          |               |               |                             |                             |            |            |  |  |        |        |
|  | Hienghène Sport | 1                            |                              |          | Monterrey     | 3             |                             |                             |            |            |  |  |        |        |
|  | Hienghène Sport | 1                            |                              |          | Monterrey     | 3             |                             |                             |            |            |  |  |        |        |
|  |                 |                              |                              |          | Al-Sadd       | 2             |                             |                             |            |            |  |  |        |        |
|  | Monterrey       | 1                            |                              |          | Al-Sadd       | 2             |                             |                             |            |            |  |  |        |        |
|  | Monterrey       | 1                            |                              |          |               |               |                             |                             |            |            |  |  |        |        |
|  |                 |                              | Liverpool                    | 2        |               |               |                             |                             |            |            |  |  |        |        |
|  |                 |                              | Liverpool                    | 2        |               |               |                             |                             |            |            |  |  |        |        |
|  |                 |                              |                              |          |               |               |                             |                             |            |            |  |  |        |        |
|  |                 |                              |                              |          |               |               |                             |                             |            |            |  |  |        |        |
|  | Liverpool (dts) | 1                            |                              |          |               |               |                             |                             |            |            |  |  |        |        |
|  | Liverpool (dts) | 1                            |                              |          |               |               |                             |                             |            |            |  |  |        |        |
|  |                 | Flamengo                     | 0                            |          |               |               |                             |                             |            |            |  |  |        |        |
|  |                 |                              | 0                            | Al-Hilal | 1             |               |                             |                             |            |            |  |  |        |        |
|  |                 |                              |                              |          |               |               |                             |                             |            |            |  |  |        |        |
|  |                 | Espérance                    | 0                            |          |               |               |                             |                             |            |            |  |  |        |        |
|  | Flamengo        | Espérance                    | 0                            | 3        |               |               |                             |                             |            |            |  |  |        |        |
|  | Flamengo        | Incontro per il quinto posto | Incontro per il quinto posto | 3        |               |               | Incontro per il terzo posto | Incontro per il terzo posto |            |            |  |  |        |        |
|  |                 | Incontro per il quinto posto | Incontro per il quinto posto |          | Al-Hilal      | 1             | Incontro per il terzo posto | Incontro per il terzo posto |            |            |  |  |        |        |
|  | Al-Sadd         | 2                            | Monterrey (dtr)              | 2 (4)    | Al-Hilal      | 1             |                             |                             |            |            |  |  |        |        |
|  | Al-Sadd         | 2                            | Monterrey (dtr)              | 2 (4)    |               |               |                             |                             |            |            |  |  |        |        |
|  | Espérance       | 6                            | Al-Hilal                     | 2 (3)    |               |               |                             |                             |            |            |  |  |        |        |
|  | Espérance       | 6                            | Al-Hilal                     | 2 (3)    |               |               |                             |                             |            |            |  |  |        |        |
|  |                 |                              |                              |          |               |               |                             |                             |            |            |  |  |        |        |

### Primo turno
| Arbitro: | Mustapha Ghorbal |

|                                      |           |           |
| Bounedjah 26’ Hassan 100’ Ró-Ró 114’ | Marcatori | 46’ Roine |

### Secondo turno
| Arbitro: | Roberto Tobar |

|           |           |  |
| Gomis 73’ | Marcatori |  |

| Arbitro: | Ovidiu Hațegan |

|                                             |           |                          |
| Vangioni 23’ Funes Mori 45+1’ Rodríguez 77’ | Marcatori | 66’ Bounedjah 89’ Hassan |

### Incontro per il quinto posto
| Arbitro: | Abdelkader Zitouni |

|                                           |           |                                                        |
| Bounedjah 32’ (rig.) Al Haidos 49’ (rig.) | Marcatori | 6’, 42’, 74’ Elhouni 13’, 25’ (rig.) Badri 87’ Derbali |

### Semifinali
| Arbitro: | Ismail Elfath |

|                                                            |           |                |
| De Arrascaeta 49’ Bruno Henrique 78’ Al-Bulaihi 82’ (aut.) | Marcatori | 18’ Al-Dossari |

| Arbitro: | Roberto Tobar |

|                |           |                         |
| Funes Mori 14’ | Marcatori | 12’ Keïta 90+1’ Firmino |

### Incontro per il terzo posto
| Arbitro: | Ovidiu Hațegan |

|                                                |                      |                                                   |
| A. González 55’ Meza 60’                       | Marcatori            | 35’ Carlos Eduardo 66’ Gomis                      |
| J. González Medina Funes Mori Vásquez Cárdenas | Tiri di rigore 4 – 3 | Gomis Giovinco Carlos Eduardo Jang Hyun-soo Kanno |

### Finale
| Arbitro: | Abdulrahman Al-Jassim |

|             |           |  |
| Firmino 99’ | Marcatori |  |

## Classifica finale
| Pos. | Squadra         | Confederazione |
| ---- | --------------- | -------------- |
| 1    | Liverpool       | UEFA           |
| 2    | Flamengo        | CONMEBOL       |
| 3    | Monterrey       | CONCACAF       |
| 4    | Al-Hilal        | AFC            |
| 5    | Espérance       | CAF            |
| 6    | Al-Sadd         | AFC            |
| 7    | Hienghène Sport | OFC            |

## Classifica marcatori
| Gol |  |  | Giocatore              | Squadra         |
| --- |  |  | ---------------------- | --------------- |
| 3   |  |  | Baghdad Bounedjah      | Al-Sadd         |
| 3   |  |  | Hamdou Elhouni         | Espérance       |
| 2   |  |  | Anice Badri            | Espérance       |
| 2   |  |  | Roberto Firmino        | Liverpool       |
| 2   |  |  | Rogelio Funes Mori     | Monterrey       |
| 2   |  |  | Bafétimbi Gomis        | Al-Hilal        |
| 2   |  |  | Abdelkarim Hassan      | Al-Sadd         |
| 1   |  |  | Bruno Henrique         | Flamengo        |
| 1   |  |  | Carlos Eduardo         | Al-Hilal        |
| 1   |  |  | Salem Al-Dossari       | Al-Hilal        |
| 1   |  |  | Giorgian De Arrascaeta | Flamengo        |
| 1   |  |  | Sameh Derbali          | Espérance       |
| 1   |  |  | Alfonso González       | Monterrey       |
| 1   |  |  | Hassan Al Haidos       | Al-Sadd         |
| 1   |  |  | Naby Keïta             | Liverpool       |
| 1   |  |  | Maximiliano Meza       | Monterrey       |
| 1   |  |  | Carlos Rodríguez       | Monterrey       |
| 1   |  |  | Antoine Roine          | Hienghène Sport |
| 1   |  |  | Ró-Ró                  | Al-Sadd         |
| 1   |  |  | Leonel Vangioni        | Monterrey       |

Autoreti
| Gol |  |  | Giocatore      | Squadra                |
| --- |  |  | -------------- | ---------------------- |
| 1   |  |  | Ali Al-Bulaihi | Al-Hilal, pro Flamengo |